# مهدی حب‌درویش
مهدی حب درویش (۱۳۵۸-) یک فوتبالیست ایرانی رکورددار روپایی سرعتی با توپ در جهان است که نامش در کتاب رکوردهای گینس ثبت شده‌است.

## رکوردهای روپایی وی
- ۳۰ ساعت روپایی زدن و ثبت آن در رکورد گینس.[۱]
- ۱۴۴ روپایی در یک دقیقه با توپ تنیس و ثبت آن در کتاب رکورد گینس[۲][۳]
- روپایی با توپ تنیس در حدود ۱۴ ساعت مداوم و بدون استراحت
- روپایی با تیله و ساچمه به مدت ۱۰ ساعت مداوم و بدون استراحت
- روپایی با توپ پینگ پونگ به مدت ۸ ساعت مداوم و بدون استراحت
- روپایی با هر شیء گرد و غیرگرد روپایی می‌زند. (دسته کلید، پیچ، سکه، تکه کاغذ مچاله‌شده، آدامس، پرتقال، سیب، گردو، لیموترش و …)
- روپایی زدن در مسافت عبدالعظیم تا بهشت زهرا به مسافت ۲۰ کیلومتر
- دو بار روپایی زدن در مسافت بین میدان انقلاب تا میدان آزادی تهران
- دو بار روپایی زدن در مسافت بین میدان فردوسی تا میدان فلسطین تهران
- روپایی زدن در مسافت بین آرامگاه معصومه تا مسجد جمکران به مسافت ۱۷ کیلومتر
- روپایی زدن در حین بازی بین تیم‌های ملی ایران و کره (در تمام طول مدت بازی روپایی می‌زده‌است)
- روپایی زدن در سه بازی بین تیم‌های استقلال و پرسپولیس (در تمام طول مدت بازی روپایی می‌زده‌است)